# Olivier Cousin (écrivain)
Pour les articles homonymes, voir Olivier Cousin et Cousin.
Olivier Cousin est un écrivain français né le 9 février 1972 à Lesneven (Finistère).

## Carrière
Il écrit régulièrement depuis le milieu des années 1990. La poésie et le roman sont ses modes d’expression privilégiés, même s’il écrit aussi des nouvelles.
Il est convaincu qu’être poète lui permet de mieux ressentir le monde. Dans ses voyages comme dans son ancrage finistérien, c’est en s’adossant au concret, voire au trivial du quotidien, qu’il questionne sa condition. En 2011, il a reçu le Prix de Poésie Camille Le Mercier d'Erm de l'Association des écrivains bretons pour son recueil Sous un ciel sans paupière.
Passeur de poésie, il a également codirigé l’anthologie En Bretagne ici et là… 40 lieux 40 auteurs en 2008 (éditions Keltia Graphic), et dirigé l’anthologie Regards sur la Bretagne, 40 auteurs, 40 lieux en 2011 pour les éditions des Montagnes Noires.
Il confie être romancier et nouvelliste pour se raconter des histoires autant que toucher à des vies qui ne sont pas la sienne. Notamment celle de créateurs : un peintre dans L’Ombre des tableaux (2003) ou un chanteur musicien dans Les Vieux Fantômes de Tristan Trassire (2015). Avec Les Enchaînés de Landouzan, « une enquête de Jacques de Lottin, chirurgien des armées du Roi », il a entamé en 2009 un cycle de polars ayant pour cadre  la Renaissance et qui devrait compter au moins trois aventures.

## Œuvres
Poésie
- Un poème par jour tiré de mon vieux pot de confiture, poèmes pour enfants illustrés par Sophie Guillemin, Stéphane Batigne éditeur, 2023
- Nerfs d'acier & pédale douce, éditions Gros Textes, 2022
- La vie à l'envers, illustré par SCORRE, éditions Gros Textes, 2021
- J'ai le souvenir carnivore, éditions La Part Commune, 2018
- Drôle de bestiaire de travers, poèmes pour enfants illustrés par Anne Salaün, Éditions Label LN, 2018
- Poèmes sans titre de transport, Stéphane Batigne éditeur, 2017
- Les riches heures du cycliste ordinaire, éditions Gros Textes, 2017
- Gardien de trois fois rien, Éditions de La Lune bleue, 2017
- La nuit, sans triche, éditions La Porte, 2015
- La Hache de sable et autres poèmes, éditions La Part Commune, 2015
- Fragments du journal d'Orphée suivi de La musique n'adoucit pas les peurs, illustrés par Violaine Fayolles, éditions Kutka, 2014
- Étranges estrans, poèmes illustrés par Jean-Yves André, Les Armoricaines éditions, 2013
- 77 poèmes et des poussières, éditions La Part Commune, 2012
- Drôle de bestiaire du dictionnaire, poèmes pour enfants illustrés par Anne Salaün, Éditions Label LN, 2011
- Réjouissances d'hiver de A à Z, poèmes illustrés par Sylvie de Hulster, Les Armoricaines éditions, 2010
- Sous un ciel sans paupière, éditions La Part Commune, 2010 (avec dessins de Jean-Yves André et avant-propos de Marc Le Gros)
- Drôle de bestiaire de la mer, poèmes pour enfants illustrés par Anne Salaün, Éditions Label LN, 2006
- Puiser aux mondes, L’étagère étanche, 2006

Romans
- Les Vieux Fantômes de Tristan Trassire, éditions Chemin faisant, 2015
- Les Enchaînés de Landouzan, Liv'Éditions, 2009
- Mort au silo, éditions Nykta, 2006
- Les Muets de Trécorbier, Liv'Éditions, 2005
- L’Ombre des tableaux, Liv'Éditions, 2003

Nouvelles
- « Avoir un compas dans l’œil », nouvelle dans le recueil collectif Esprit de corps, éditions Chemin faisant, 2021
- Le Drapeau de Kébabie et autres demi-mensonges, éditions Chemin faisant, 2017
- « La Maison des dunes », nouvelle dans le recueil collectif Nouvelles de Bretagne, Magellan & Cie éditions, 2017
- « Jaouen est un con », nouvelle dans le recueil collectif Longères, bombardes et ressacs. Quinze histoires morbihannaises, Stéphane Batigne éditeur, 2016
- Dans nos vies à bascule, éditions Chemin faisant, 2013
- « Une vieille bobine », dans le recueil collectif Sur le film du rasoir, éditions Chemin faisant, 2009 (11 nouvelles sur le thème du cinéma en Bretagne)

Documentaires

- DM Quiz, 250 questions sur Depeche Mode pour les Devotees, éditions Mille et une vies, octobre 2024
- DM Quiz, 250 questions about Depeche Mode for Devotees, éditions Mille et une vies, octobre 2024

Livres d'artiste
- Idées noires / Soñjoù du, poème en français et en breton, avec peinture de Michel Remaud, Izella éditions, 2018
- Derrière les portes du Ponant, poème avec peinture d’André Jolivet, Voltije éditions, 2015
- Douce garce, poèmes avec accompagnement graphique de Michel Remaud, Izella Editions, 2014
- La Lune pour six écus, poèmes sur des eaux-fortes de Jean-Yves André, 2011
- Même les amers sont fragiles (Fragments des carnets de Marjorie C.), prose avec des photographies de Jean-Pierre Blaise, 2011
- Rêves de pierre, poèmes sur des estampes de Jean-Pierre Blaise, livre d’artiste 2007 ; édition augmentée chez Label LN, 2008

Traduction :
- Hazy Mist on the Sea / Voile de brume sur la mer de Roy Eales, Blackbird-Pawel Editions, 2022 (avec Susan Eales et Louis-Jacques Suignard)
- A Poem Decides / C'est le poème qui décide de Roy Eales, Blackbird-Pawel Editions, 2013 (traduction en collaboration avec Paol Keineg)
- On A Road To No End / Sur une route sans fin de Roy Eales, Blackbird-Pawel Editions, 2008

## Pour approfondir